# Ljung
Ljung ( PRONÚNCIA) ou Liungue[carece de fontes?] é uma antiga localidade sueca da província histórica da Västergötland, localizada na região da Gotalândia, no sul da Suécia. Fica a 30 km a norte da cidade de Borås, e a 10 km a sul de Herrljunga. É atravessada pela ferrovia ligando Uddevalla-Herrljunga-Borås-Varberg. 
Em 2015 as duas localidades até então existentes – Ljung e Annelund - foram unidas numa nova localidade - Ljung e Annelund - em consequência da sua proximidade e crescimento geográfico. 
Ljung pertencia à comuna de Herrljunga, situada no condado de Västra Götaland. Tinha uma área de 0,8 km2. Segundo censo de 2005, tinha 727 habitantes. 